# David C. Grahame
David Caldwell Grahame (* 21. April 1912 in Saint Paul, Minnesota; † 11. Dezember 1958 in London) war ein US-amerikanischer Physikochemiker, der mit Hilfe der Quecksilbertropfelektrode die elektrochemische Doppelschicht erforscht hat. Er war Professor der Chemie am Amherst College in Massachusetts.
Er leitete die nach ihm benannte Grahame-Gleichung her, die es erlaubt, Ladungsdichten auf Oberflächen zu berechnen. Er unterschied als erster zwischen den verschiedenen Helmholtzschichten.

## Leben
David Grahame arbeitete während seiner Doktorarbeit an der University of California, Berkeley bei Glenn T. Seaborg an einem Thema der Radiochemie. Ab 1939 arbeitete er in Amherst.

## Ehrungen
In Erinnerung an David Grahame vergibt die Abteilung Physical and Analytical Electrochemistry der Electrochemical Society alle zwei Jahre einen nach ihm benannten Preis.